# 范德瓦耳斯环形山

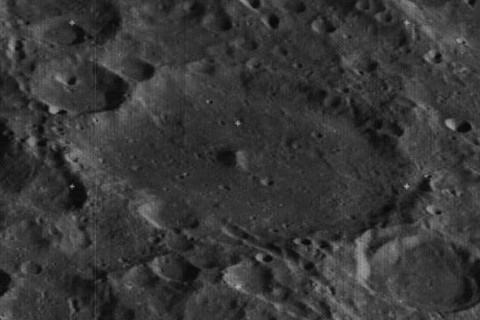
月球轨道器3号拍摄的南向斜视图

范德瓦耳斯环形山(Van der Waals)是月球背面南半球的一座大撞击坑，约形成于前酒海纪，其名称取自荷兰物理学家、1910年诺贝尔物理学奖获得者约翰内斯·迪德里克·范德瓦耳斯(1837年-1923年)，1970年被国际天文学联合会正式批准接受。

## 描述
该陨坑西侧毗邻普森环形山；西北靠邻比耶克尼斯陨石坑，克拉克陨石坑位于它的北面；东侧坐落着卡弗环形山；范德瓦耳斯环形山的东北和西北分别有科布伦茨陨石坑和科济列夫环形山；而它的东南和西南则是皮克尔纳陨石坑和列别捷夫环形山。该陨坑的中心月面坐标为43°34′S 119°59′E / 43.56°S 119.98°E，直径113.4公里，深度为2.9公里。
范德瓦耳斯环形山是一座被严重侵蚀的陨石坑，坑壁形状极不规则，其南侧几乎与周边地形齐平，而北侧崎岖且带有一道醒目的凹槽，西北侧外壁连接了卫星坑"范德瓦耳斯 W"，而东南侧则侵入了卫星坑"范德瓦耳斯 H"。陨坑壁高出周边地形1510米，内部容积约有10900公里3。碗状的坑底较为平坦，表面除一些细小的陨坑外，并无其它的典型地貌结构。

## 卫星陨石坑
按惯例，最靠近范德瓦耳斯环形山的卫星坑在月图上以字母标注在该坑中心点的旁边。

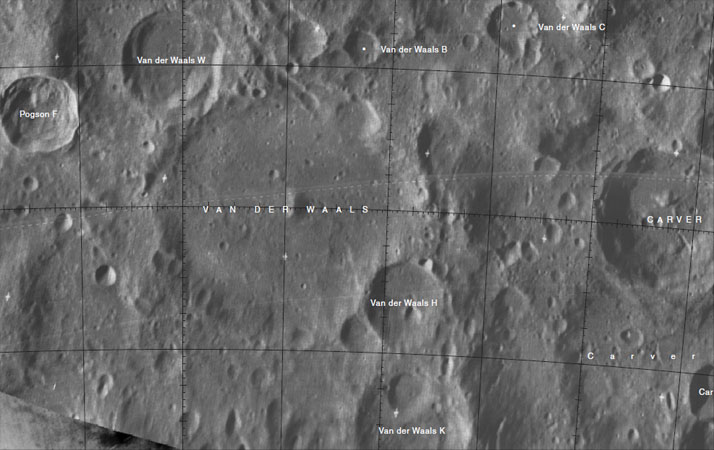
LAC-117 月图

| 范德瓦耳斯 | 纬度    | 经度     | 直径    |
| ---------- | ------- | -------- | ------- |
| B          | 41.0° S | 121.0° E | 17 公里 |
| C          | 40.5° S | 123.6° E | 24 公里 |
| H          | 44.3° S | 121.7° E | 31 公里 |
| K          | 45.8° S | 122.0° E | 55 公里 |
| W          | 41.3° S | 117.1° E | 46 公里 |

- 卫星坑"范德瓦耳斯 W"形成于早雨海纪[1]。

## 另请参阅
- Andersson, L. E.; Whitaker, E. A. . NASA RP-1097. 1982.
- Blue, Jennifer. . USGS. July 25, 2007  [2007-08-05]. （原始内容存档于2018-12-25）.
- Bussey, B.; Spudis, P. . New York: Cambridge University Press. 2004. ISBN 978-0-521-81528-4.
- Cocks, Elijah E.; Cocks, Josiah C. . Tudor Publishers. 1995. ISBN 978-0-936389-27-1.
- McDowell, Jonathan. . Jonathan's Space Report. July 15, 2007  [2007-10-24]. （原始内容存档于2018-12-25）.
- Menzel, D. H.; Minnaert, M.; Levin, B.; Dollfus, A.; Bell, B. . Space Science Reviews. 1971, 12 (2): 136–186. Bibcode:1971SSRv...12..136M. doi:10.1007/BF00171763.
- Moore, Patrick. . Sterling Publishing Co. 2001. ISBN 978-0-304-35469-6.
- Price, Fred W. . Cambridge University Press. 1988. ISBN 978-0-521-33500-3.
- Rükl, Antonín. . Kalmbach Books. 1990. ISBN 978-0-913135-17-4.
- Webb, Rev. T. W.  6th revised. Dover. 1962. ISBN 978-0-486-20917-3.
- Whitaker, Ewen A. . Cambridge University Press. 1999. ISBN 978-0-521-62248-6.
- Wlasuk, Peter T. . Springer. 2000. ISBN 978-1-85233-193-1.